# Természetes szelekció
A természetes szelekció vagy természetes kiválasztódás egyedekhez rendelhető, egyedekre jellemző tulajdonságokra – fenotípusokra – vonatkozik. Az előnyösebb fenotípussal rendelkező organizmusok nagyobb valószínűséggel maradnak életben vagy nagyobb valószínűséggel szaporodnak, mint azok az egyedek, melyek kevésbé előnyös fenotípussal rendelkeznek. Ha az előnyös fenotípus öröklődik, akkor a kialakításáért felelős allélok (gén változatok) gyakorisága az esetek többségében magasabb lesz a következő nemzedékben. A szelekciós folyamatot magát adaptációnak, a szelekciós folyamat során elterjedő előnyös tulajdonságokat pedig adaptív tulajdonságoknak nevezik általában.
A természetes szelekció élőlény-populációkban lejátszódó folyamat, amely a következőképpen mehet végbe:
1. egyes öröklődő változatok gyakorisága tendenciózusan növekszik generációról generációra addig, amíg csak egyetlen változat marad a populációban (előnyös változatok elterjedésének esete),
2. egyes öröklődő változatok gyakorisága tendenciózusan növekszik generációról generációra addig, míg két szaporodásilag izolált, egymástól különböző populáció jön létre (fajképződés, divergenciára folyó szelekció)
3. egyes öröklődő változatok gyakorisága egy-egy generáción belül minden generációban hasonlóképpen változik, miközben hosszútávon állandó marad (pl. kiegyensúlyozott polimorfizmus, gyakoriságfüggő szelekció esete). Például a sarlósejtes vérszegénység kialakulásáért felelős hemoglobin változat gyakoribb a felnőttek között, mint újszülött korban a maláriával sújtott területeken, miközben az újszülöttek közt tapasztalható előfordulási gyakorisága ugyanezeken a területeken hosszú ideje állandó. Ennek az az oka, hogy az első életévekben a hibás és a normális molekula változattal egyaránt rendelkező gyerekek nagyobb valószínűséggel élik túl a fertőzést, mint a csak normális hemoglobin molekulával rendelkező társaik.
A természetes szelekcióval ellentétben az egymással egyenértékű, ún. neutrális öröklődő változatok gyakorisága véletlenszerűen változik a populációkban, mind rövid, mind hosszútávon. Ezt a folyamatot genetikai sodródásnak nevezzük. A molekuláris evolúció neutrális elmélete a véges populációméret következtében előálló genetikai sodródás hatását vizsgálja a molekuláris evolúcióra.
Az adaptációk, azaz a természetes szelekció mechanizmusainak megértése a modern biológia alapja. A természetes szelekciós folyamatok elkerülhetetlenségét Charles Darwin ismerte fel és vezette le 1859-es A fajok eredete című könyvében, melyben a természetes szelekciót a mesterséges szelekció analógiájára írta le (a mesterséges szelekció során a tenyésztők szaporításkor saját meggondolásaik alapján részesítenek előnyben állatokat és növényeket). A természetben az élet vagy szaporodásképtelen öröklődő változatok kihullanak a populációkból. A többi öröklődő változat között pedig a környezeti tényezők (pl. hőmérséklet, a rendelkezésre álló táplálék minősége, a természetes ellenségek stb.) szelektálhatnak.
Darwin leírása a természetes szelekció folyamatáról ma is  pontosan érvényes az ivartalanul szaporodó élőlények körében. Mivel evolúciós elméletének születésekor még nem ismerték az öröklődési mechanizmusokat, Darwin egyes szelekciós folyamatokat (pl. heterozigóta előny esete) még nem írhatott le.
A klasszikus illetve a darwini szelekciós elmélet egyféle egyesítése és formalizálása során született meg a modern evolúciós szintézis. 
Bár a molekuláris evolúció különböző mechanizmusai (például a Motoo Kimura által leírt molekuláris evolúció neutrális elmélete) is fontos szerepet játszhatnak a genetikai diverzitás alakításában, a természetes szelekció maradt az adaptív evolúció magyarázó elve.

## Alapelvek

### Az exponenciális kiszorítás mechanizmusa
Darwin is felismerte, hogy minden élőlény populációja potenciálisan exponenciális növekedésre képes, azaz ideális körülmények között a populáció mérete exponenciálisan képes növekedni (mértani haladvány szerint). A természetben ez a típusú növekedés általában csupán igen rövid időre realizálódik, hiszen az egyedek túlélését és szaporodását biztosító környezeti erőforrások mindig véges mértékben állnak a populáció rendelkezésére. A fentebb megfogalmazott szabály azonban törvényszerűen igaz minden élőlényre, ezért a folyamat általánosságban is leírható. Az alábbi egyszerű differenciálegyenlet adja meg a populációméret ({\displaystyle N}) változását az időben ({\displaystyle t}):
{\displaystyle {dN \over dt}=rN}, ahol {\displaystyle r} a populáció növekedési rátája
Az egyenlet megoldása a következő exponenciális függvény:
{\displaystyle N(t)=N_{0}e^{rt}}, ahol {\displaystyle N_{0}:=N(0)}
Tételezzük fel, hogy két -egymással versengő- változat szaporodási görbéi exponenciálisak, a változatokat jelöljük {\displaystyle A}-val és {\displaystyle B}-vel, szaporodási rátájukat rendre {\displaystyle r_{A}}-val, illetve {\displaystyle r_{B}}-vel. A két változat szaporodási függvényei tehát:
{\displaystyle N_{A}(t)=N_{0,A}e^{r_{A}t}}
{\displaystyle N_{B}(t)=N_{0,B}e^{r_{B}t}}
A két változat arányát a két függvény hányadosa adja meg: {\displaystyle {\frac {N_{A}(t)}{N_{B}(t)}}}
Tehát a két változat aránya az időben az alábbi módon fog változni:
{\displaystyle {\frac {N_{A}(t)}{N_{B}(t)}}={\frac {N_{0,A}e^{r_{A}t}}{N_{0,B}e^{r_{B}t}}}={\frac {N_{0,A}}{N_{0,B}}}e^{(r_{A}-r_{B})t}={\frac {N_{0,A}}{N_{0,B}}}e^{st}} , ahol {\displaystyle s:=r_{A}-r_{B}} szelekciós koefficiensként értelmezhető
A kifejezést logaritmizálva az alábbi képletet kapjuk:
{\displaystyle \ln {\frac {N_{0,A}}{N_{0,B}}}+st}
A kiindulási populációméretek hányadosának logaritmusa konstans, ezért a két populáció méretének aránya csak a növekedési ráták különbségétől függ. Most vizsgáljuk meg a két változat gyakoriságának változását az időben az exponenciális növekedés során. Vegyük az {\displaystyle A} változat relatív gyakoriságát: {\displaystyle p_{A}(t)={\frac {N_{A}(t)}{N_{A}(t)+N_{B}(t)}}}. Vegyük a relatív gyakoriság függvényének határértékét a végtelenben:
{\displaystyle \lim _{t\to \infty }p_{A}(t)=0} , ha {\displaystyle r_{A}<r_{B}}
{\displaystyle \lim _{t\to \infty }p_{A}(t)=1} , ha {\displaystyle r_{A}>r_{B}}
{\displaystyle \lim _{t\to \infty }p_{A}(t)={\frac {N_{0,A}}{N_{0,B}}}} , ha {\displaystyle r_{A}=r_{B}}
Elmondható tehát, hogy a nagyobb növekedési rátával rendelkező (nagyobb rátermettségű) változat kiszorítja a versenytársát (az alacsonyabb rátermettségűt). Ez a folyamat tekinthető a szelekció legegyszerűbb alapesetének, a "rátermettebb győzelmének", mely ökológiai szempontból a kompetícióval ekvivalens folyamat. A természetben található nagyfokú polimorfizmus és diverzitás arra enged következtetni, hogy a szelekció ezen típusa nem mindig érvényesül, azaz különböző változatok egymás mellett létezhetnek (koegzisztencia). Ilyen mechanizmus lehet a frekvenciafüggő szelekció, a trade-off, vagy a sodródás (utóbbi neutrális változatok esetén következik be, azaz szelekció egyáltalán nincs).

### Fenotípus és genotípus

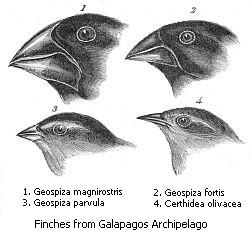
A Galapagos-szigeteken előforduló pintyfajok csőreinek változatossága. A szigeteken 13 közeli rokonságba tartozó pintyfaj él, melyek legszembetűnőbben csőrük alakjában és méretében térnek el. Az egyes fajok csőre jellemző az adott faj táplálkozási viselkedésére, s a természetes szelekció folyamatai során alakult ki.

A természetes szelekció az élőlények fenotípusára, azaz megfigyelhető fizikai jellegzetességeire hat. A fenotípust befolyásolja az élőlény genotípusa és a környezet, melyben él. A természetes szelekció gyakran az élőlények egy specifikus jellemzőjére fejti ki hatását, ebben az esetben a fenotípus és genotípus kifejezések kifejezetten ezen jellemzőkre utalnak.
Mikor egy adott populációban különböző élőlények egy bizonyos jellemzőért felelős gén különböző változataival rendelkeznek, ezeket a változatokat alléloknak nevezzük. Ezen változatok adják a fizikai különbségek alapját. Tipikus példái ennek az emberi szem színéért felelős allélok. fixációnak nevezzük azt a jelenséget, ha a populáció összes egyede egy adott jellemzőre ugyanazon allélt hordozza, s ez az állapot időben stabil (ilyenek a taxonok közötti különbségek a fajokat tekintve).
Egyes jellegek egyetlen gén irányítása alatt vannak, de a legtöbb jellemző több gén kölcsönhatásának következtében alakul ki. Több gén által befolyásolt jellemzők esetében egy gén megváltozása lehet, hogy csak kis változást okoz a fenotípusban, azonban ezen gének együttes változatossága a fenotípusos jellemzők széles kontinuumához vezethet.

### A kifejezés használata
A „természetes szelekció” kifejezés különböző kontextusban eltérő jelentéssel bírhat. A kifejezést legjellemzőbben az örökölhető jellemzőkre kifejtett szelekció leírására használják, azonban előfordul olyan folyamatok leírásaként is, mely során a fenotípusos jellemzők reproduktív sikerességéből adódó szelekciója független annak örökölhetőségétől. A természetes szelekció „vak” folyamat abból a szempontból, hogy az egyed reprodukciós sikeressége örökölhető jellemzőn alapszik-e.
Darwin leírásában a kifejezés gyakran utal magára a szelekció mechanizmusára, s annak következményeire. Ha a megkülönböztetésnek jelentősége van, a kutatók a természetes szelekciót azon mechanizmusok működéseként definiálják, melyek a reprodukcióra képes egyedek szelekciójában játszanak szerepet, a jegyek örökölhetőségére való tekintet nélkül. E mechanizmusokra gyakran a fenotípusos természetes szelekció kifejezést is alkalmazzuk.
Azon jellegekre, melyek hozzájárulnak nagyobb reprodukciós sikerességhez, pozitív szelekciós nyomás hat, azok, melyek a reprodukciós sikerességet csökkentik, negatív szelekciós nyomás alatt vannak. A szelekciós nyomás más, kapcsolódó jellegek szelekciójára is hatással lehet, melyek nem befolyásolják közvetlenül a fitneszt. Ennek okai között találjuk a pleiotrópiát vagy a kapcsoltságot.

### Fitnesz
A fitnesz fogalma a természetes szelekció fontos eleme. Bár a kifejezés alatt a köznyelvben gyakran olyan minőséget értenek, mely az egyed túlélését segíti – erre utal a rátermettebb túlélése kifejezés (angolul: survival of the fittest) – a modern evolúciós elméletben a fitnesz fogalma az egyed szaporodási sikerességére összpontosít. E megközelítés alapja differenciális reprodukció jelensége: ha egy egyed csak fele annyi ideig él, mint fajának többi egyede, de kétszer annyi felnőttkort elérő utódot hoz létre, mint társai, akkor génjei a következő nemzedék felnőtt populációjában gyakoribbak lesznek.
Bár a természetes szelekció az egyedekre hat, egy bizonyos genotípussal rendelkező egyedekre gyakorolt hatások összesített eredménye az adott genotípus fitneszére utal. Alacsony fitneszértékű genotípussal rendelkező egyedek átlagban kevesebb utódot hoznak létre. Példa erre emberek esetében a cisztás fibrózisnak nevezett genetikai rendellenesség. A sarlósejtes vérszegénységhez hasonló állapotok az emberi populáció egészéhez viszonyítva alacsony fitneszértékkel rendelkeznek, azonban maláriának kitett populációkban fitneszértékük magas, mivel védettséget jelentenek a maláriával szemben. Az élőlény fitnesze tehát függ az alléljainak fitneszétől. Azonban előfordulhat, hogy magas fitneszértékkel rendelkező egyed fitnesztől független tényezők következtében előnyös tulajdonságai ellenére sem jut el a sikeres szaporodásig.